# Raymond Riotte
Raymond Riotte (Sarry, 16 de febrer de 1940) va ser un ciclista francès, que fou professional entre 1966 i1975. Durant aquests anys guanyà més de 20 curses, sent la victòria més important l'aconseguida en una etapa del Tour de França de 1967. En aquesta mateixa edició es vestí durant un dia amb el mallot groc de líder de la classificació general.
Altres victòries destacades serien una París-Camembert i etapes a la París-Niça, Volta al País Basc, Gran Premi del Midi Libre i Setmana Catalana.

## Palmarès
- 1967
  - 1r a la Bordeus-Saintes
  - 1r a la Ronde de Seignelay
  - Vencedor d'una etapa del Tour de França
  - Vencedor d'una etapa al Midi Libre
- 1968
  - 1r al Premi de Saint-Just
- 1969
  - 1r al Premi de la Fletxa Auxeroise
  - 1r a Fourchambault
  - 1r a la París-Camembert
  - 1r al Gran Premi de Saint-Tropez
  - 1r a Maël-Carhais
  - Vencedor d'una etapa a la Volta al País Basc
  - Vencedor d'una etapa del Tour del Nord
- 1970
  - 1r a Garancières-en-Beauce
  - 1r al Premi de Guéret
- 1971
  - 1r al Premi de Saint-Claud
  - 1r al Premi de Melgven
  - 1r al Premi d'Issié
  - Vencedor d'una etapa a la Setmana Catalana
  - Vencedor d'una etapa a la París-Niça
- 1972
  - 1r al Premi de Quilan
  - 1r al Premi de Briare
- 1973
  - 1r al Premi de Noyans
- 1974
  - 1r a la Ronde de Seignelay

### Resultats al Tour de França
- 1967. 72è de la classificació general. Vencedor d'una etapa. Porta el mallot groc durant 1 etapa
- 1968. Abandona (18a etapa)
- 1969. 80è de la classificació general
- 1970. 72è de la classificació general
- 1971. 34è de la classificació general
- 1972. 48è de la classificació general
- 1973. 78è de la classificació general
- 1974. 79è de la classificació general

### Resultats a la Volta a Espanya
- 1967. 53è de la classificació general